# Jocelin III van Edessa
Jocelin III van Courtenay (ca.1135 - overleden tussen 1190/1200) was titulair graaf van Edessa vanaf 1159 tot zijn dood. Hij was een zoon van Jocelin II van Edessa en Beatrix van Saône. Zijn zus Agnes van Courtenay huwde koning Amalrik I van Jeruzalem en werd zodoende koningin van Jeruzalem.

## Levensloop
Het graafschap Edessa was al jaren (1144) bezet voordat Jocelin III het erfde (inclusief Turbessel), zodat hij alleen nog maar de titel in bezit had. Jocelin had zich na de val van Edessa gevestigd in het koninkrijk Jeruzalem en kreeg het voor elkaar om genoeg grondgebied te verkrijgen in het gebied bij Akko om een eigen heerlijkheid op te zetten. In 1164 werd Jocelin gevangengenomen door Nur ad-Din bij de Slag bij Harim, hij verbleef in de gevangenis tot 1176 toen zijn zus Agnes hem vrijkocht voor 50.000 dinar. Andere bronnen beweren dat zijn neef Boudewijn IV van Jeruzalem hem persoonlijk kwam halen. Boudewijn IV maakte hem vervolgens tot senchal en adviseur, wat tot rivaliteit leidde met de groepering die achter Raymond III van Tripoli stond. In 1180 ging Jocelin als ambassadeur naar het Byzantijnse Rijk, nadat prinses Isabella van Jeruzalem (Boudewijn IV's halfzus) uitgehuwd was aan Humpfrey IV van Toron datzelfde jaar. Het heerlijkheid Toron ging als ruil naar het koninklijk domein in ruil voor een vergoeding, een deel daarvan (het kasteel Neuf) vergaf Boudewijn aan Jocelin en gaf zijn moeder Agnes een extra inkomen uit de opbrengsten van Toron. Agnes overleed in 1184, enkele maanden later gevolgd door haar zoon Boudewijn IV .
In 1185 werd Jocelin persoonlijk voogd van zijn neef Boudewijn V, terwijl Raymond III van Tripoli regent was. Raymond vreesde dat als het kind in zijn zorg verkeerde hij misschien tot de beschuldigde hoorde, als de toekomstige koning iets mocht overkomen, omdat hij zelf een troonpretendent was. Jocelin daarentegen was als de broer van Boudewijn V's grootmoeder, had geen claim naar de troon, en had er enorme belangen bij om zijn neef in leven te houden. Jocelin kreeg steun uit een andere hoek bij de opvoeding, van de uit Italië afkomstige Willem V van Monferrato de jonge konings grootvader. In het jaar 1186 bleef de gezondheid Boudewijn V parten spelen en hij overleed op negenjarige leeftijd in Akko hetzelfde jaar. Jocelin en Willem escorteerden de kist naar Jeruzalem. Ondertussen was Raymond III van Tripoli naar Nablus gegaan om plannen te maken, om Isabella van Jeruzalem te installeren op de troon als koningin. Deze poging mislukte, omdat Sibylla van Jeruzalem zich als Koningin kroonde, met haar tweede man Guy van Lusignan als koning. In 1186 gaven Sibylla en Guy het kasteel Neuf en Toron met ander grondgebied aan Jocelin. Hij gaf er zijn oudste dochter Beatrix voor terug, die uitgehuwd werd aan Guy's jongere broer Willem van Valence. Haar jongere zus Agnes werd uitgehuwelijkt aan een van Guy's neven, maar mocht Beatrix jong overlijden, dan mocht Willem met Agnes trouwen.
Bij de Slag bij Hattin in 1187 gaf Jocelin leiding aan de flankgarde, samen met Balian van Ibelin. Beiden wisten te ontsnappen aan de dramatisch verlopen slag en vluchtten naar Tyrus. Al zijn landerijen werden ingenomen door Saladins leger. Jocelin was daarna present bij het Beleg van Akko (1189-1191) tijdens de Derde Kruistocht. Hij wordt voor het laatst genoemd in een (charter) van 25 oktober 1190, nadat Sibylla overleden is. Er wordt ook sterk aangenomen dat Jocelin overleden is tijdens het beleg. Een maand later herstelde Isabela van Jeruzalem, die nu de kroon claimde van Guy, de landgoederen of liever gezegd de titels van Humpfrey IV van Toron wat betreft; Kasteel Neuf en Toron, dit omdat hun huwelijk geannuleerd werd en als vergoeding voor Humpfrey gelden. Jocelin maakte geen bezwaar dat zijn titels en landerijen weer afgenomen werden, hiermee zouden ook de voorgenomen huwelijken van zijn dochters niet door zijn gegaan met die van de Lusignans. Er wordt in elk geval aangenomen dat Jocelin overleden was voor oktober 1200.

## Huwelijk en kinderen
Na zijn vrijlating uit gevangenschap in 1176 trouwde Jocelin met Agnes van Milly, dochter van Hendrik "de Buffel" van Milly, heer van Petra (Zie ook Gwijde van Milly, bij wie hij twee dochters had:
- Beatrix († na 1245), werd in 1186 uitgehuwelijkt aan Willem van Valence, broer van Guy van Lusignan maar trouwde Otto van Henneberg, graaf van Botenlauben rond 1208; ze was al weduwe rond januari 1217.
- Agnes werd uitgehuwelijkt aan een neef van Guy van Lusignan in 1186, maar trouwde rond 1200 met Willem van Mandaléa, een Noorman uit Calabria, die heer werd van Scandeleon.

De dochters van Jocelin verkochten hun vaders heerlijkheid aan Herman van Salza, meester van de Teutoonse ridders, in 1220.